# Bunschoten
Bunschoten – gmina w Holandii, w prowincji Utrecht.

## Miejscowości
Bunschoten, Spakenburg, Eemdijk.